# تیم رایس
تیم رایس (انگلیسی: Tim Rice؛ زادهٔ ۱۰ نوامبر ۱۹۴۴) ترانه‌سرای اهل انگلستان است. وی از سال ۱۹۶۵ میلادی تاکنون مشغول فعالیت بوده است. و سه بار برنده جایزه اسکار شده است
رایس بیشتر به خاطر همکاری‌هایش با اندرو لوید وبر، آلن منکن، التون جان و انیو موریکونه شناخته شده است.